# Rimhak Ree
Rimhak Ree (auch Im-hak Ree zitiert, * 18. Dezember 1922 in Hamhung; † 9. Februar 2005 in Vancouver) war ein koreanisch-kanadischer Mathematiker, der sich insbesondere mit Gruppentheorie befasste, speziell mit endlichen Gruppen.

## Leben
Ree ging in Hamhung im heutigen Nordkorea zur Schule und studierte ab 1939 Physik an der Kaiserlichen Keijo Universität, einer 1924 gegründeten japanischen Universität in Seoul. Korea war damals unter japanischer Herrschaft. 1944 machte er seinen Abschluss in Physik (Mathematik-Abschlüsse waren damals nicht möglich) und arbeitete danach in einer Flugzeugfabrik in Shenyang (damals Fengtian) in China, das damals ebenfalls unter japanischer Herrschaft war.

1945 kehrte er nach der japanischen Niederlage nach Korea zurück und lehrte ab 1947 Mathematik an der Seoul National University, die aus der Keijo Universität hervorgegangen war. 1949 veröffentlichte er auch seine erste mathematische Arbeit im Bulletin der American Mathematical Society – er löste 1947 ein Problem über Potenzreihen, das Max Zorn in einer früheren Ausgabe gestellt hatte, und sandte die Lösung Zorn zu.

Während des Koreakrieges floh er in den Süden des Landes und ging 1953 nach Kanada, wo er 1955 an der University of British Columbia bei Stephen Jennings promoviert wurde (Witt Algebras). Als Post-Doktorand war er Lecturer an der Montana State University und dann wieder bei Jennings an der University of British Columbia. 1959/60 besuchte er die Columbia University. 1961 wurde er Assistant Professor an der University of British Columbia. 1961/62 war er an der Yale University.
1960 und 1961 fand er später nach ihm benannte endliche Gruppen vom Lie-Typ (Ree Gruppen). Dazu angeregt wurde er durch die Analyse der fundamentalen Arbeit von Claude Chevalley von 1955, die auch zu seiner ersten Veröffentlichung über endliche Gruppen 1957 führte, und der von Michio Suzuki 1960 neu entdeckten Familie endlicher Gruppen vom Lie-Typ. Ree´s Gruppen waren die letzten noch fehlenden Familien von endlichen Gruppen vom Lie-Typ.
Er war zweimal verheiratet und hatte zwei Töchter aus erster und drei Söhne aus zweiter Ehe.
1964 wurde er Fellow der Royal Society of Canada.

## Schriften
- A family of simple groups associated with the simple Lie algebra of type G2, Bulletin of the American Mathematical Society, Band 66, 1960, S. 508–510.
- A family of simple groups associated with the simple Lie algebra of type F4, Bulletin of the American Mathematical Society, Band 67, 1961, S. 115–116.